# 島犀屬
島犀屬（學名：Nesorhinus）是已滅絕的犀牛，分布在更新世的亞洲，包含 2 種：菲律賓呂宋島的菲律賓犀和台灣的早坂犀。

## 演化
島犀屬是獨角犀屬和雙角犀屬所組成的演化支的姊妹群，可能是在中新世晚期從亞洲大陸進入到台灣和呂宋島。
菲律賓犀（N. philippinensis）是唯一一種島嶼侏儒化的奇蹄目動物